# انجمن اخوت عشق ابدی
]
انجمن اخوت عشق ابدی سازمانی متشکل از هیپی‌های تولیدکننده و و مصرف‌کننده مواد مخدر و روان‌گردان در میانهٔ دهه ۶۰ و اواخر دهه ۷۰ بود. آن‌ها به مافیای هیپی مشهور بودند آن‌ها تولید مواد مخدر و روان‌گردان را به امید شروع «انقلابی روان‌گردان» در ایالات متحده انجام می‌دادند.
سازمان توسط جان گریگز به عنوان یک اجتماع تأسیس شد. در سال ۱۹۶۹ سازمان به تولید ال‌اس‌دی و واردات ماری‌جوانا روی آورد.
در سال ۱۹۷۰ انجمن اخوت عشق ابدی گروه رادیکال چپ Weather Underground را به قیمت ۲۵۰۰۰ دلار استخدام کرد تا تیموتی لری که بخاطر در اختیار داشتن ماری‌جوانا به ۵ سال زندان محکوم شده بود را از زندان فراری دهد.
فعالیت‌های گروه در سال ۱۹۷۲ زمانی که پلیس با حملاتی تعدادی از اعضای گروه را دستگیر کرد متوقف شد. آن‌هایی که از حملات نجات یافتند به صورت زیرزمینی به فعالیت خود ادامه دادند یا به خارج فرار کردند بقیه اعضا در سال ۱۹۹۴ و ۱۹۹۶ و آخری در سال ۲۰۰۹ دستگیر شدند
در سال ۲۰۱۰ نیکلاس سچو کتابی به نام طلوع نارنجی در مورد این گروه منتشر کرد. در سال ۲۰۱۶ مستندی به همین نام توسط ویلیام کیرکلی منتشر شد. طلوع نارنجی نام ال‌اس‌دی‌ای بود که این گروه منتشر می‌کرد.